# Aplared
Aplared – miejscowość (tätort) w Szwecji, w regionie administracyjnym (län) Västra Götaland, w gminie Borås.
Według danych Szwedzkiego Urzędu Statystycznego liczba ludności wyniosła: 463 (31 grudnia 2015), 450 (31 grudnia 2018) i 442 (31 grudnia 2019).